# Labuhan (Mancak)
Labuhan is een bestuurslaag in het regentschap Serang van de provincie Banten, Indonesië. Labuhan telt 4540 inwoners (volkstelling 2010).